# Royal Aircraft Factory B.E.2
Le Royal Aircraft Factory B.E.2 (Blériot Experimental) était le premier avion militaire à être utilisé par le Royaume-Uni. Cet appareil fut utilisé sous diverses variantes par le Royal Flying Corps et le Royal Naval Air Service durant toute la Première Guerre mondiale, et ce même lorsqu'il était déjà dépassé.

## Histoire
Le B.E.2 fut développé par Geoffrey de Havilland à partir du B.E.1 et vola pour la première fois en février 1912 avec aux commandes de Havilland lui-même. Peu de temps après il a battu le record d'altitude britannique après avoir atteint 3 219 mètres.
Le B.E.2 fut conçu en tant qu'avion de reconnaissance et deux ans plus tard, trois escadrilles d'observation furent équipées avec cet avion. Toutes ont été envoyées en France dès le début de la guerre.
Le plus grand handicap de cet avion était d'avoir été conçu à une époque où on accordait trop d'importance à la stabilité d'un avion en vol, ce qui fit que le B.E.2 était extrêmement difficile à manœuvrer. Ces difficultés de pilotage en firent une cible de choix pour les appareils ennemis et les escadrilles de B.E.2 subirent de lourdes pertes. À cause de cette grande vulnérabilité, les pilotes allemands les surnommèrent "viande froide". En 1917 une escadrille de six B.E.2 décolla depuis Saint-Omer. Un des appareils s'écrasa lors du décollage, trois autres lors de l'atterrissage et un autre était porté disparu… Les B.E.2 furent tenus à distance du front à partir de ce moment-là, mais ils continuèrent à être utilisés pour la détection des sous-marins, la défense contre les Zeppelins et pour l'entraînement.
Le B.E.2 connut son heure de gloire en tant qu'intercepteur de Zeppelins. Dans la nuit du 3 août 1916, un B.E.2 piloté par le capitaine William Leefe Robinson a abattu le premier dirigeable au-dessus de la Grande-Bretagne et cela valut au pilote d'être décoré de la Victoria Cross et de toucher une récompense d'environ 3 500 £.
Environ 3 500 B.E.2 ont été fabriqués par plus de 20 sociétés différentes. Ils étaient à l'origine d'une variante de chasseur, le BE.12, qui ne connut pas le succès. Un petit nombre de B.E.2 sont toujours visibles dans différents musées à travers le monde, entre autres dans le Royal Air Force Museum de Hendon, dans le Canada Aviation Museum à Ottawa et dans le Musée de l'Air et de l'Espace au Bourget.

## Variante

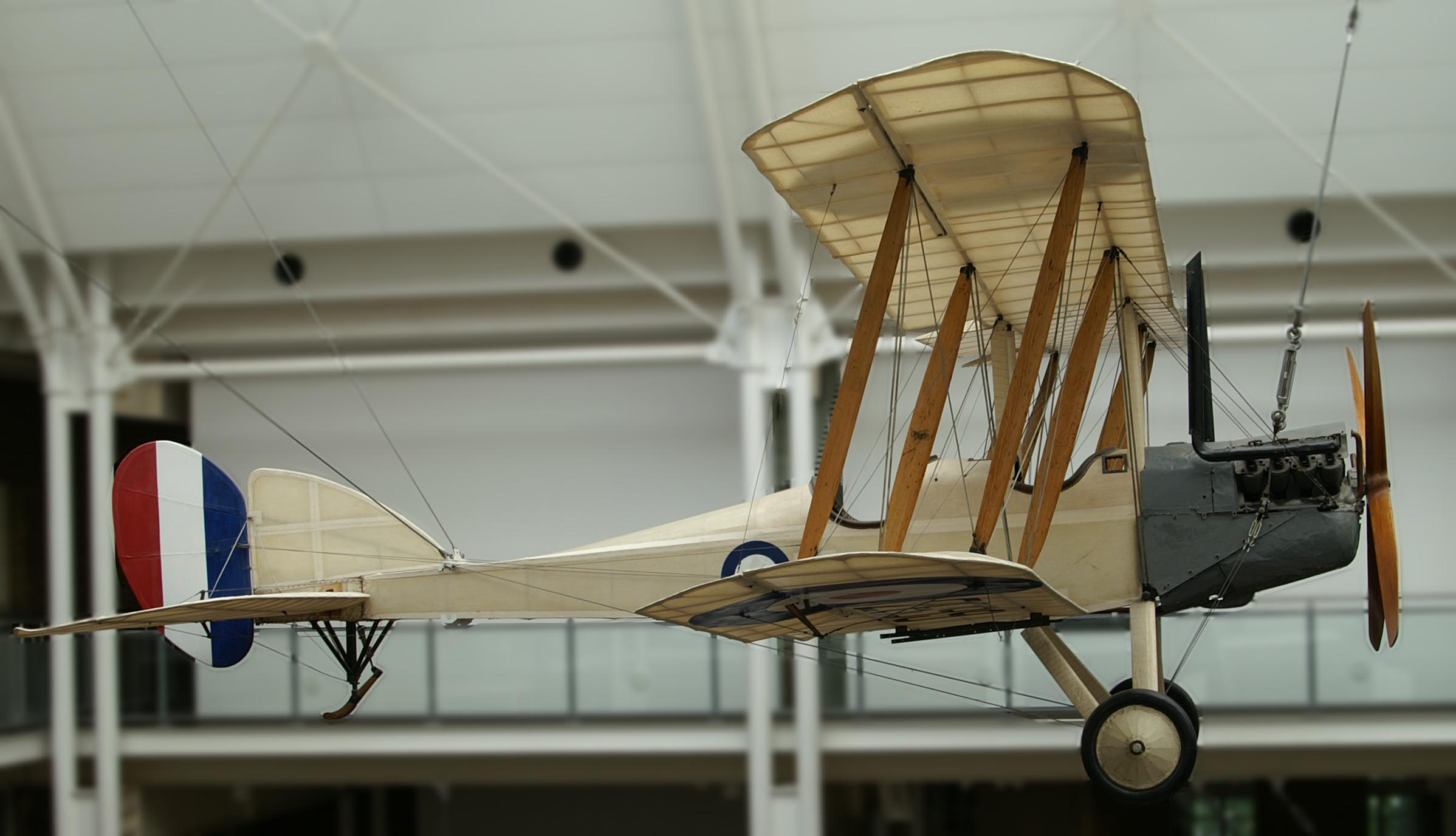
B.E.2c exposé au Imperial War Museum.